# PC Europa

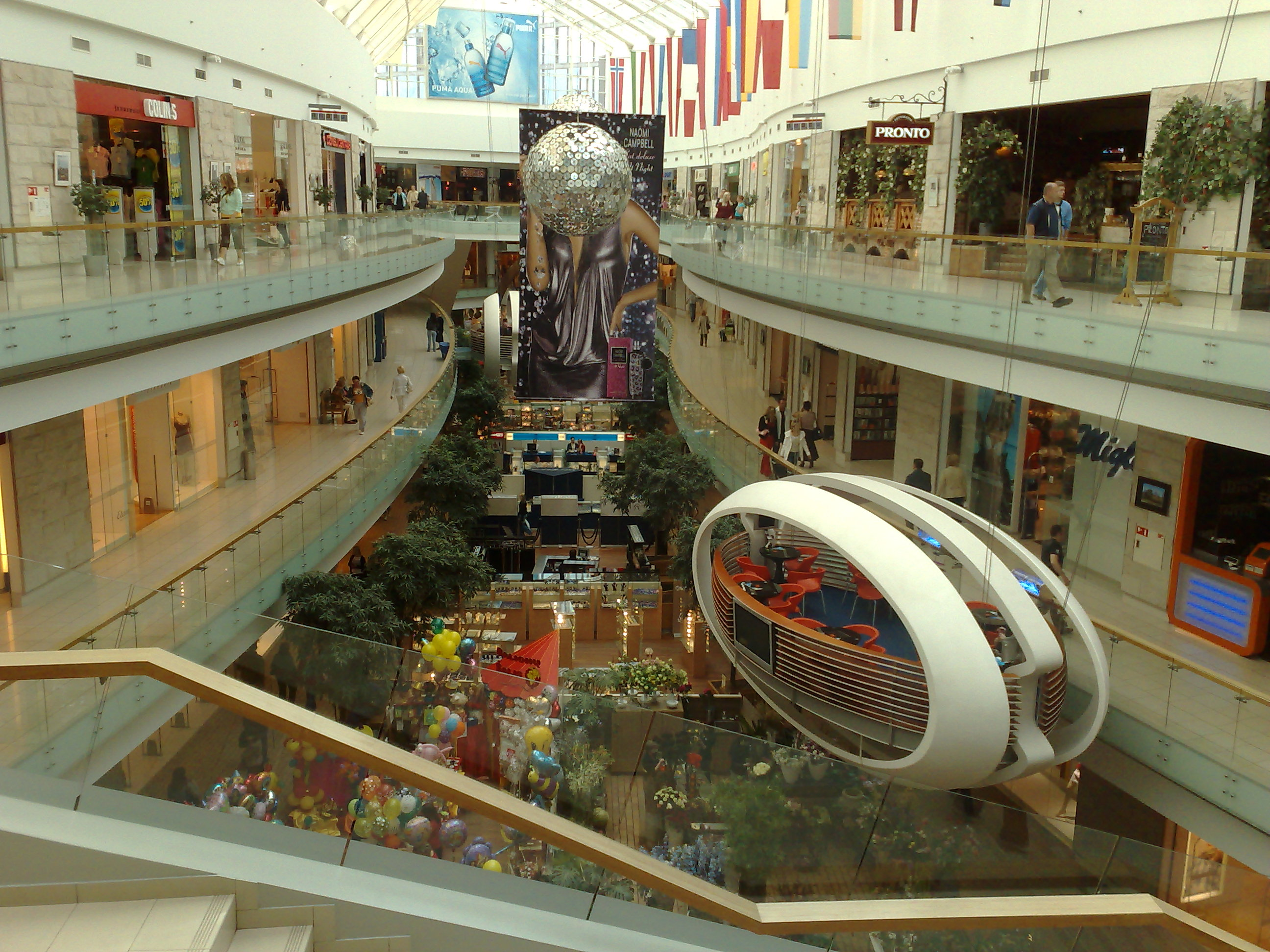
PC Europa

PC Europa ist ein Einkaufszentrum, eingerichtet 2004 in der litauischen Hauptstadt Vilnius nach typischem US-Vorbild. Es befindet sich am Neris-Ufer hinter dem Radisson Blu Hotel Lietuva (ex-Reval). Das Zentrum wurde als Teil des „Europa Business Centers“ eröffnet. Zu diesem gehören auch ein 33-stöckiges Bürohochhaus, ein 20-stöckiges Magistratsgebäude und ein 7-geschossiges Parkhaus. Die Fläche beträgt 22.611 m². Es gibt 1000 Parkplätze.